# Masters de Riga de snooker
Le Masters de Riga (Riga Masters en anglais) est un tournoi de snooker organisé à Riga, en Lettonie, ouvert aux joueurs professionnels et de catégorie classée, c'est-à-dire comptant pour le classement mondial.
Initialement dénommé Open de Riga (Riga Open) et classé mineur, c'est-à-dire que les points attribués au classement mondial étaient moins importants que ceux d'un tournoi usuel, l'épreuve s'est tenue pour la première fois en 2014, a été renouvelée en 2015 et a lieu depuis annuellement sous le nom actuel.
Le tenant du titre est le Chinois Yan Bingtao.

## Palmarès
| Année                        | Vainqueur                    | Finaliste                    | Score                        | Saison                       |
| Open de Riga (classé mineur) | Open de Riga (classé mineur) | Open de Riga (classé mineur) | Open de Riga (classé mineur) | Open de Riga (classé mineur) |
| ---------------------------- | ---------------------------- | ---------------------------- | ---------------------------- | ---------------------------- |
| 2014                         | Mark Selby                   | Mark Allen                   | 4-3                          | 2014-2015                    |
| 2015                         | Barry Hawkins                | Tom Ford                     | 4-1                          | 2015-2016                    |
| Masters de Riga (classé)     |                              |                              |                              |                              |
| 2016                         | Neil Robertson               | Michael Holt                 | 5–2                          | 2016-2017                    |
| 2017                         | Ryan Day                     | Stephen Maguire              | 5-2                          | 2017-2018                    |
| 2018                         | Neil Robertson (2)           | Jack Lisowski                | 5-2                          | 2018-2019                    |
| 2019                         | Yan Bingtao                  | Mark Joyce                   | 5-2                          | 2019-2020                    |

## Bilan par pays
| Pays           | Joueurs | Total | Premier titre | Dernier titre |
| -------------- | ------- | ----- | ------------- | ------------- |
| Angleterre     | 2       | 2     | 2014          | 2015          |
| Australie      | 1       | 2     | 2016          | 2018          |
| Pays de Galles | 1       | 1     | 2017          | 2017          |
| Chine          | 1       | 1     | 2019          | 2019          |